# Bowen (Queensland)
Bowen is een plaats in de Australische deelstaat Queensland en telt 10260 inwoners.

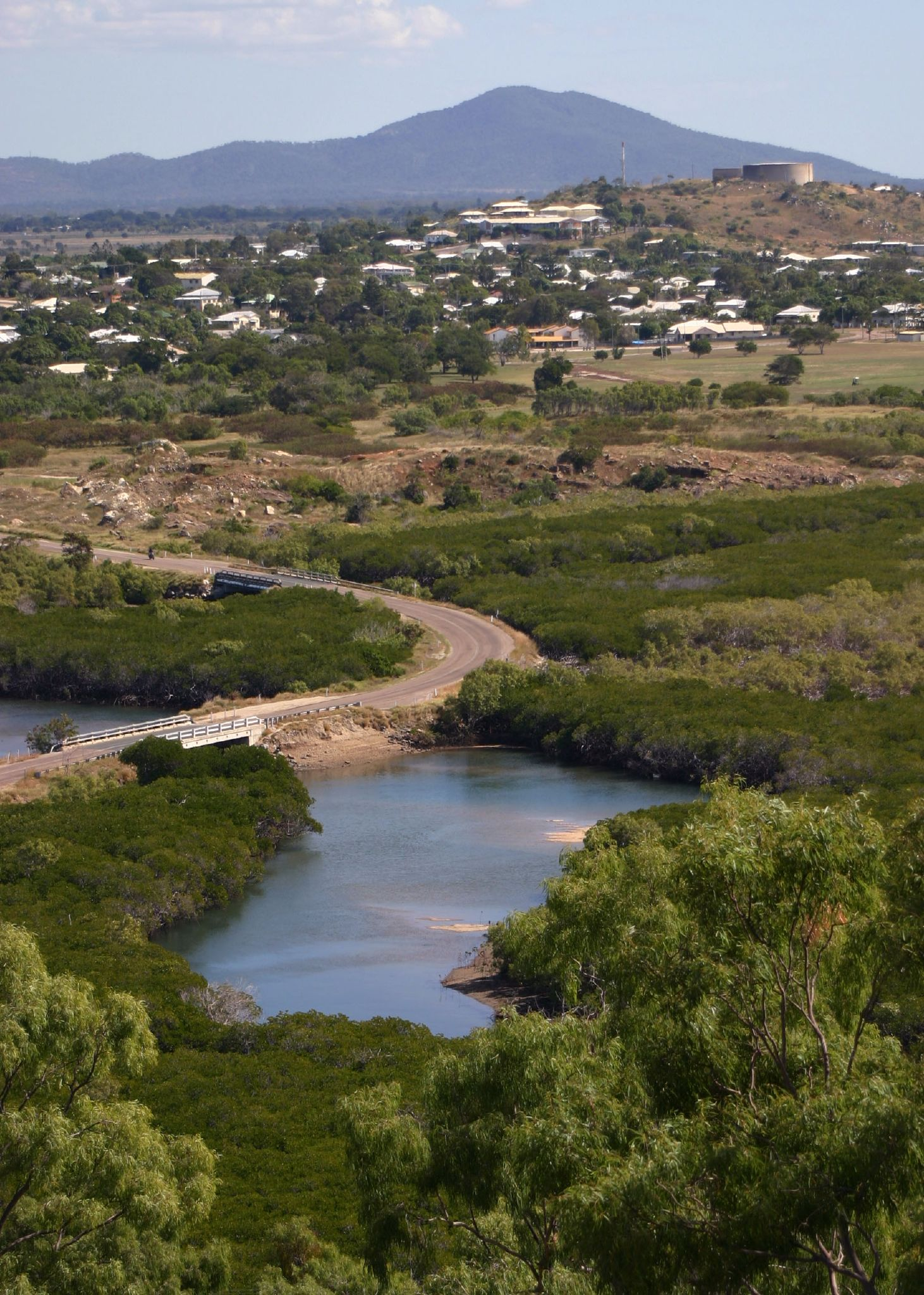
Panorama